# مقاطعة لنكولن (ويسكونسن)
مقاطعة لنكولن (بالإنجليزية: Lincoln County, Wisconsin)‏ هي إحدى مقاطعات ولاية ويسكونسن في الولايات المتحدة. تأسست سنة 1874، وتبلغ مساحتها 907 ميل مربع (2,350 كـم2)، بلغ عدد سكانها 28743 نسمة في عام 2010 حسب إحصاء مكتب تعداد الولايات المتحدة .

## وصلات خارجية
- الموقع الرسمي
- United States Counties